# Hřbitov Grand Jas
Hřbitov Grand Jas se nachází na 205 avenue de Grasse ve městě Cannes, na francouzské riviéře. Hřbitov má plochu devět hektarů uspořádaných na terasách a byl otevřen v roce 1866. Je známý pro svou architekturu s velkou květinovou a sochařskou výzdobou. Jeho anglická část - English square - je místem posledního odpočinku řady britských osobností, které žily v Cannes. Dominuje jí socha lorda Broughama.

## Pohřbené osobnosti

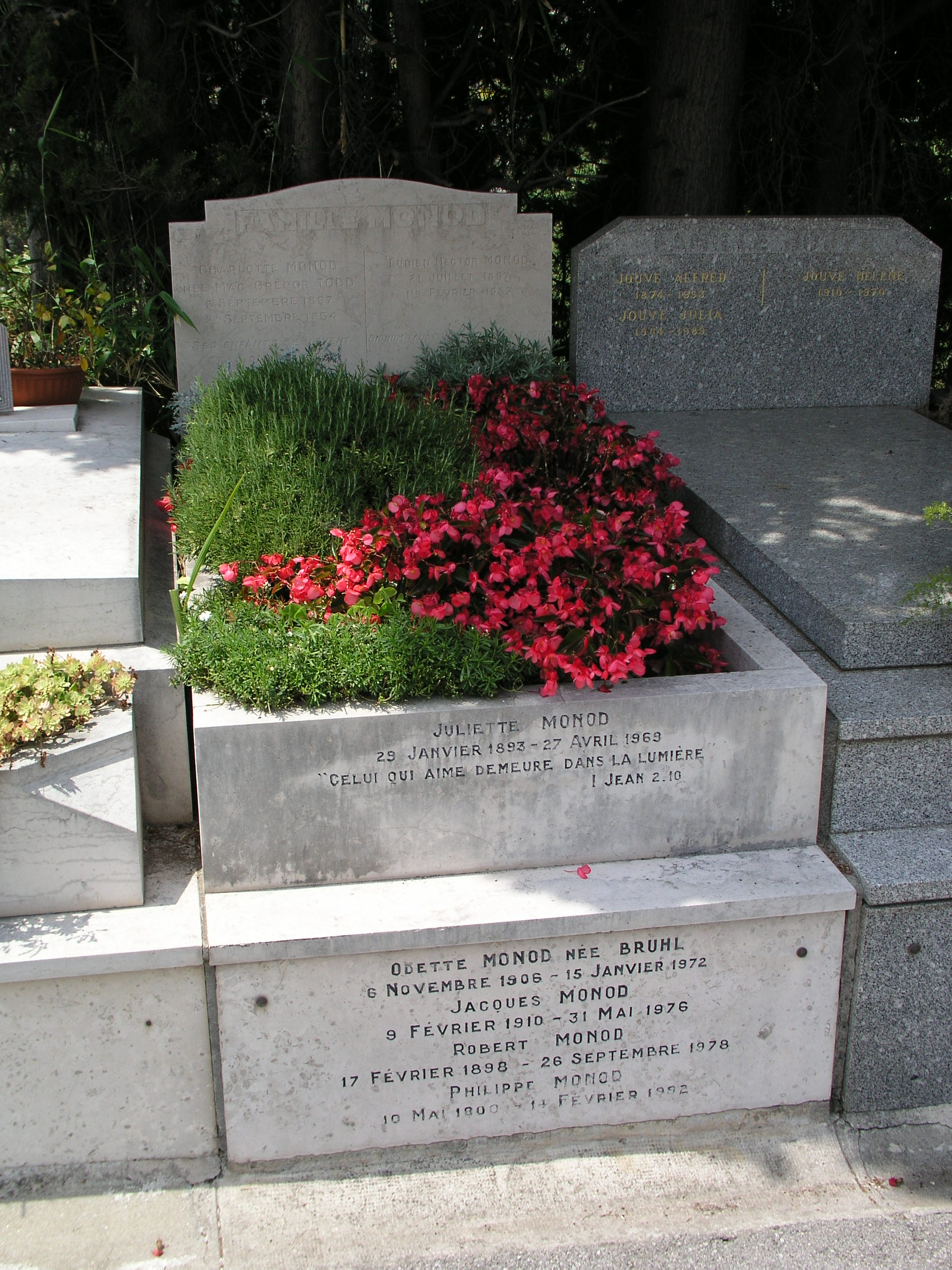
Hrob Jacquese Monoda

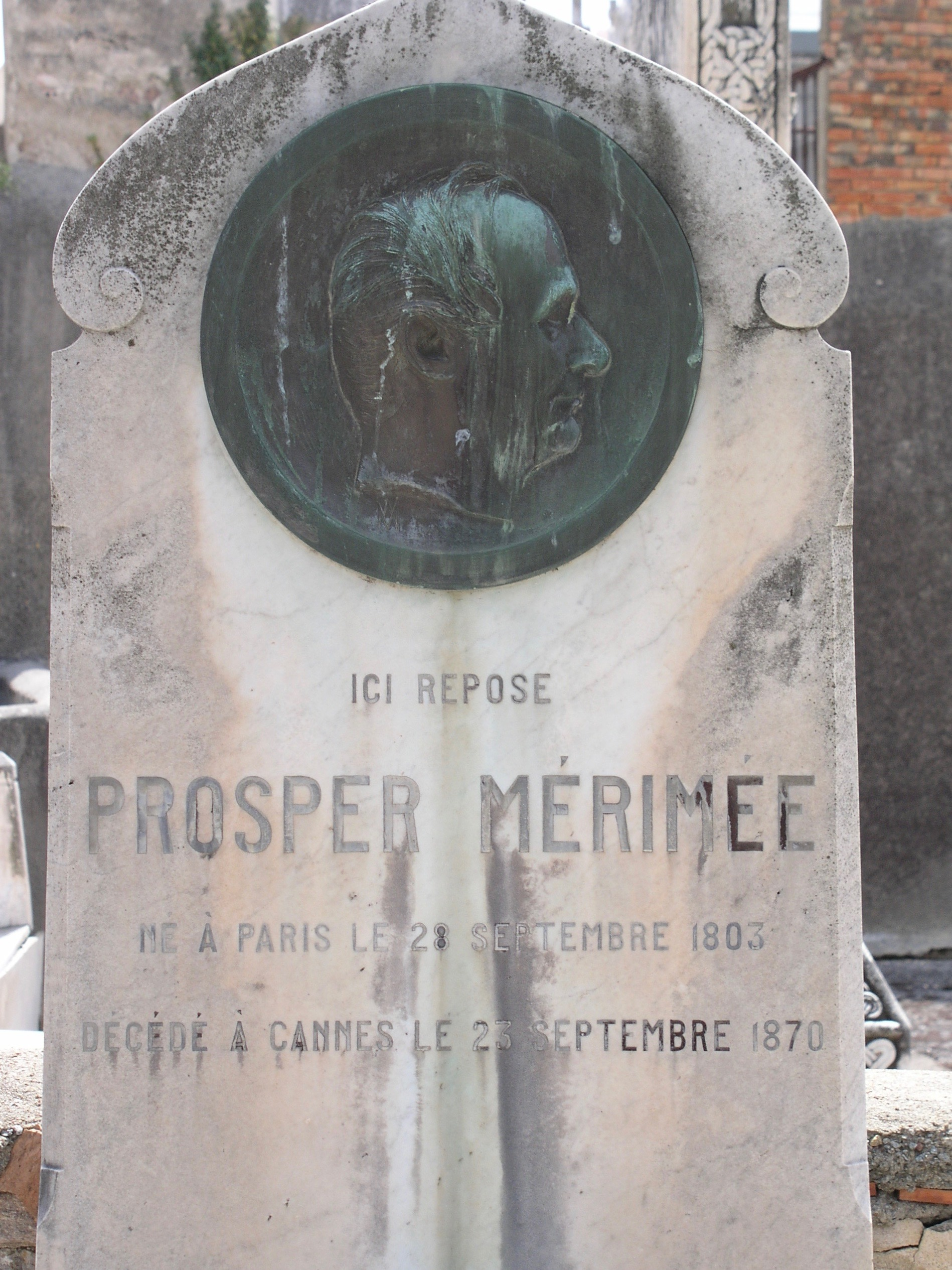
Hrob Prospera Mérimée

- Lord Henry Brougham (1778-1868), britský kancléř
- Sir Thomas Woolfield (1800-1888)
- Prosper Mérimée (1803-1870), francouzský spisovatel
- Pierre Gazagnaire (1808-1884), francouzský lékař
- John Francis Campbell (1821-1885), skotský folklorista
- John Stairs (1823-1888), kanadský politik
- Henri Germain (1824-1905), francouzský bankéř
- Émile Negrin (1833-1878), provensálský básník
- Laurent Vianay (1843-1928), francouzský architekt
- Carl Fabergé (1846-1920), ruský zlatník
- Georges Destenave (1854-1928), francouzský generál
- Armand Dutertre (1854-1932), francouzský herec
- Markýz de Morès (1858-1896)
- Eugène Brieux (1858-1932), francouzský dramatik
- William Bonaparte Wyse (1862-1892), irský básník
- Maxime Laubeuf (1864-1939), francouzský inženýr
- Brand Whitlock (1869-1934), americký spisovatel a diplomat
- Emmanuel Signoret (1872-1900), francouzský básník
- Ernest Duchesne (1874-1912), francouzský lékař
- Louis Pastour (1876-1948), francouzský malíř
- Nicolae Titulescu (1882-1941), rumunský diplomat
- Jean-Gabriel Domergue (1889-1962), francouzský malíř
- Olga Stěpanovna Chochlovová-Picassová (1891-1955), ruská tanečnice, první žena Pabla Picassa
- Norge (1898-1990), belgický básník
- Aladin Tasseli (1898-1982), francouzský sochař
- Jean Mineur (1902-1985), francouzský filmař
- Marcel Thil (1904-1968), francouzský boxer
- Lily Pons (1904-1976), francouzská zpěvačka
- Klaus Mann (1906-1949), německý spisovatel
- Jacques Monod (1910-1976), francouzský biochemik
- Georges Guétary (1915-1997), francouzský zpěvák
- Jacques Marin (1919-2001), francouzský komik.
- Paulo Ruiz-Picasso (1921-1975), syn Pabla Picassa
- Martine Carolová (1922-1967), francouzská herečka
- Apo Lazaridès (1925-1998), francouzský cyklista
- Gérard Gustin (1930-1994), francouzský hudební skladatel
- Pablito Picasso (1948-1973), malíř